# Krasnogorsk-3

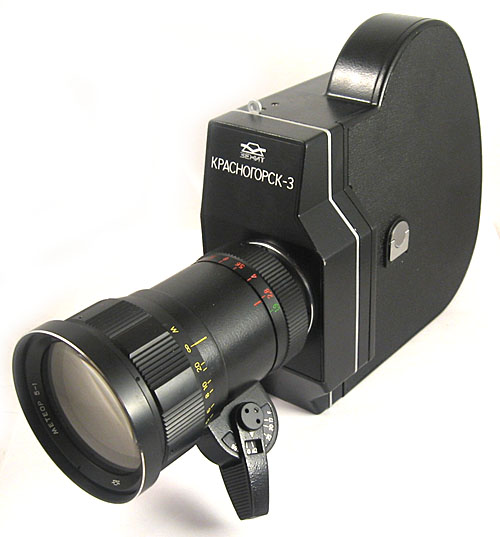
En Krasnogorsk 3-kamera med ett M42-zoom-objektiv.

Krasnogorsk-3 eller K3 som den också brukar kallas är en av de mest populära amatör-16mm-kamerorna. Kameran kan ta ca 100ft (ca 30 meter) 16mm film och konverteras ofta till att filma i super 16 formatet. 

## Historia
Kameran är den tredje 16mm kameran i Krasnogorsk-serien och mellan 1971 och 1993 tillverkades ca 105 000 kameror. Kameran både tillverkades och fick sitt namn från stadsdelen Krasnogorsk utanför Moskva.

## Teknisk information
Kameran använder en fjädermotor och använder ett reflexsystem för sökaren. Kameran finns i två olika modeller, en med en M42-objektivfattning och en med en rysk bajonnet-objektivfattning och har en inbyggd ljusmätare som använder ett PX640 batteri, detta batteri tillverkas dock inte längre och om man ska använda ljusmätaren så måste man ha en batteriadapter. Kameran kan filma mellan 8 och 48 fps men det går också att modifiera motorn för att ha en så kallad "crystal-sync" motor som filmar i en konstant 24 fps.